# Federación de Fútbol de Turkmenistán
La Federación de Fútbol de Turkmenistán (en turcomano: Türkmenistanyň Futbol Federasiýasy; en ruso: Федерация футбола Туркмении) es el organismo rector del fútbol en Turkmenistán, con sede en Asjabad. Fue fundada en 1992 y desde 1994 es miembro de la FIFA y la AFC. Organiza el campeonato de Liga y de Copa de Turkmenistán, así como los partidos de la selección nacional en sus distintas categorías. 

## Presidentes
| Nombre            | Periodo       |
| ----------------- | ------------- |
| Deryageldy Orazov | 2008-2012     |
| Sapardury Toylyev | 2012-presente |